# Karl-Heinz Rädler
Karl-Heinz Rädler (14 de maio de 1935 – 9 de fevereiro de 2020) foi um astrofísico alemão.
Recebeu a Medalha Emil Wiechert de 1998 e a Medalha Karl Schwarzschild de 2013.

## Obras
- Cosmic dynamos, Rev. Modern Astron., Volume 8, 1995, p. 295-321
- Mean field dynamos, in Gubbins et al. (Eds) Encyclopedia of Geomagnetism and Paleomagnetism, Springer 2007